# Animal Kingdom (film)
Pour les articles homonymes, voir Animal Kingdom.
Pour plus de détails, voir Fiche technique et Distribution.
Animal Kingdom, ou La Loi du plus fort au Québec, est un film policier australien écrit et réalisé par David Michôd, sorti en 2010.
Le scénario de David Michôd est inspiré de l'histoire vraie d'une famille criminelle de Melbourne dans les années 1980, les Pettingill (en).
Animal Kingdom a reçu de nombreuses critiques très positives. Le film a été présenté au festival du film de Sundance 2010, où il a remporté le Grand prix du jury. Il a aussi remporté les principaux Australian Film Institute Awards (meilleur film, réalisateur, scénario, actrice, acteur, second rôle) et a obtenu une nomination aux Oscars 2011 dans la catégorie de la meilleure actrice dans un second rôle pour Jacki Weaver.

## Synopsis
Lorsque sa mère meurt d'une overdose, Joshua demande l'aide de sa grand-mère Janine pour l'organisation de l'enterrement. Il ne lui a pas parlé depuis longtemps, depuis qu'elle et sa mère se sont fâchées. Néanmoins, Janine accepte et l'invite à revivre chez elle. Janine est la matriarche d'une famille du milieu criminel de Melbourne.
Lorsque Joshua revient vivre dans sa famille, celle-ci est sous pression. La police a décidé de surveiller jour et nuit les principaux criminels de la ville, et même d'en éliminer. « Pope », l'oncle le plus violent de Joshua, est le plus recherché par la police. Il craint pour sa vie, et devant se cacher, ne vit plus à la maison familiale. Un jour, « Baz », l'oncle le plus stable de Joshua, est assassiné, alors qu'il pensait que seul « Pope » était menacé. L'élimination de Baz va s'avérer une mauvaise nouvelle pour la famille. Baz était en effet le seul à savoir contrôler Pope. Pope revient dans la maison familiale et entraîne l'oncle le plus jeune de Joshua dans une vengeance. Celle-ci se traduit par l'assassinat de deux policiers. Furieuse, la police cherche alors à obtenir les faveurs d'un témoignage de Joshua. C'est le comportement déséquilibré, ultra-violent et sans raison aucune de Pope à son égard qui le pousse à accepter.
Dans le « Règne Animal », celui de sa maison familiale, Joshua n'est plus protégé. Quand Janine apprend le changement de bord de Joshua, elle décide de l'éliminer.

## Fiche technique
Sauf indication contraire, les informations mentionnées dans cette section peuvent être confirmées par la base de données cinématographiques IMDb,  présente dans la section « Liens externes ».
- Titre original : Animal Kingdom
- Titre québécois : La Loi du plus fort
- Réalisation : David Michôd
- Scénario : David Michôd
- Musique : Antony Partos (en)
- Photographie : Adam Arkapaw
- Production : Libby Sharpe, Vincent Sheehan, Bec Smith et Liz Watts
- Pays de production :  Australie
- Format : couleurs
- Genre : policier, drame, thriller
- Durée : 113 minutes
- Dates de sortie : 
  - Australie : 3 juin 2010
  - France :  27 avril 2011

## Distribution
Sauf indication contraire, les informations mentionnées dans cette section peuvent être confirmées par la base de données cinématographiques IMDb,  présente dans la section « Liens externes ».
- James Frecheville (VFB : Alexandre Crépet) : Joshua « J » Cody
- Jacki Weaver : Janine « Smurf » Cody, la grand-mère de Josh
- Ben Mendelsohn : Andrew « Pope » Cody
- Joel Edgerton (VFB : Mathieu Moreau) : Barry « Baz » Brown
- Luke Ford : Darren Cody
- Sullivan Stapleton : Craig Cody
- Guy Pearce (VFB : Franck Dacquin) : inspecteur senior sergent Nathan Leckie
- Justin Rosniak : Détective Randall Roache, le flic ripou des stups
- Dan Wyllie : Ezra White, l'avocat des Cody
- Laura Wheelwright : Nicole « Nicky » Henry, la petite amie de Josh
- Clayton Jacobson : Gus Emery, le beau-père de Nicky
- Susan Prior : Alicia Henry, la mère de Nicky
- Anna Lise Phillips : Justine Hopper, l'avocate de Josh
- Mirrah Foulkes : Catherine Brown, la femme de « Baz »
- Andy McPhee : Richard Collis
- Christina Azucena : Dacinta Collis
- David Michôd : un reporter

## Production
Le film est inspiré de la vie de la Famille Pettingill (en) et de la fusillade de Walsh Street (en) qui eut lieu à Melbourne en 1988. Alors rédacteur en chef du Inside Film Magazine, David Michôd s'intéresse à la pègre qui règne dans la capitale  de l’État de Victoria, et il écrit un scénario intitulé J en décembre 2000. La productrice Liz Watts, qui travaillait alors pour la société Screen NSW Script Development, déclare à propos du premier scénario qu'il nécessitait plus de structure et que les personnages manquaient de développement, ce que reconnaissait son auteur. Michôd écrit ensuite plusieurs autres brouillons qu'il soumet à de nombreuses personnes de l'industrie du cinéma australienne. Watts accepte de produire le film avec un budget de 5 millions de dollars australiens (4,5 millions de dollars US ; 3,4 millions d'euros), avec les sociétés Screen Australia, Film Victoria, Screen NSW (en) et Showtime Australia. La version finale du scénario ne contient aucun des dialogues originaux.
Le réalisateur dit s'être inspiré de Heat (Michael Mann, 1995) et Magnolia (Paul Thomas Anderson, 1999) pour le film.
Le film est tourné à Melbourne.

## Accueil
Animal Kingdom a reçu un accueil particulièrement positif. La réalisation et le scénario du jeune cinéaste David Michôd sont particulièrement remarqués, alors que l'ensemble de la distribution est saluée.
L'agrégateur de critiques Rotten Tomatoes lui donne une note de 97 % ainsi que le label « Certified Fresh », basé sur 146 critiques, résumant : « avec un rythme maîtrisé, un scénario intelligent et un casting d'exception, Animal Kingdom nous offre le meilleur du cinéma australien ». Metacritic le note 83 sur 100 d'après 33 critiques. En France, le site Allociné attribue au film une note moyenne de quatre étoiles sur cinq à partir de l'interprétation des critiques de presse recensées.
En Australie, un critique déclare que la révélation du film est Jacki Weaver, « une actrice rare qui révèle ici la profondeur du personnage qu'elle interprète. Toutes les performances sont superbes, depuis les rôles les plus secondaires,. » The New York Times écrit dans sa critique que « l'intensité du nihilisme du film est soulignée par la musique inquiétante d'Antony Partos. L'absence relative de batailles au pistolet et de courses-poursuites aide Animal Kingdom à construire et garder une ambiance profondément angoissante ». Le quotidien américain ajoute que la représentation de la peur qui se cache derrière la fanfaronnade des frères Cody est l'émotion la plus prononcée, alors que le centrage sur les personnalités de ces criminels en fait une version australienne des Affranchis, l'humour du malfrat en moins,. En France, Télérama résume le film à la question « Le crime est-il soluble dans la vie quotidienne ? » et Le Monde, saluant la réalisation, ajoute que le film « se refuse avec un certain panache à magnifier la violence. »

« L'essentiel d’Animal Kingdom consiste en un huis clos au long duquel la tribu se défait encore plus sous la pression de policiers sans scrupule. [...] Les scènes violentes (meurtres, braquage) sont filmées souvent de loin avec efficacité, sobriété, ramenant à la sensation d'aliénation qui saisissait à la première séquence. »

— Le Monde
D'autres analyses décrivent le film comme un drame shakespearien adapté par Martin Scorsese, ainsi qu'un film qui suit les enseignements de cinéastes comme Roman Polanski et David Cronenberg pour la mise en scène lente, sombre et anxiogène, ainsi que de Jane Campion, Peter Jackson ou James Gray, Francis Ford Coppola, et, dans une certaine mesure Jacques Audiard.
Quentin Tarantino a nommé Animal Kingdom troisième de ses films préférés de 2010, après Toy Story 3 et The Social Network.

## Box-office
Animal Kingdom a rapporté plus de 4 millions de dollars US en Australie, soit le troisième film le plus rentable de l'année 2010 après  Demain, quand la guerre a commencé (9,2 millions) et Bran Nue Dae (7,6 millions). Au niveau mondial, il rapporte 6 793 982 $ et fait un peu plus de 100 000 entrées en France.

## Distinctions
Note : sauf mention contraire, les informations ci-dessous proviennent de la page Awards du film sur l'Internet Movie Database.

### Récompenses
- Festival du film de Sundance 2010 : Grand prix du jury
- Festival international du film de Stockholm 2010 : Prix du meilleur scénario pour David Michôd
- Australian Film Institute Awards 2010 :
  - Meilleur film
  - Meilleur réalisateur pour David Michôd
  - Meilleur acteur pour Ben Mendelsohn
  - Meilleure actrice pour Jacki Weaver
  - Meilleur acteur dans un second rôle pour Joel Edgerton
  - Meilleur scénario original pour David Michôd
  - Meilleur montage pour Luke Doolan
  - Meilleure musique de film pour Antony Partos et Sam Petty
  - AFI Members' Choice Award
  - Readers' Choice Award
- Australian Directors Guild Awards 2010 : meilleur réalisateur pour David Michôd
- Australian Writers' Guild Awards 2010 :
  - Awgie Award du meilleur scénariste pour David Michôd
  - Major Award pour David Michôd
- Film Critics Circle of Australia Awards 2010 :
  - Meilleur film
  - Meilleur réalisateur pour David Michôd
  - Meilleur acteur pour Ben Mendelsohn
  - Meilleure actrice pour Jacki Weaver
  - Meilleur acteur dans un second rôle pour Joel Edgerton
  - Meilleur scénario pour David Michôd
- IF Awards 2010 :
  - Meilleur réalisateur pour David Michôd
  - Meilleur acteur pour Ben Mendelsohn
- National Board of Review Awards 2010 :
  - Top 10 des meilleurs films indépendants
  - Meilleure actrice dans un second rôle pour Jacki Weaver
- Camerimage 2011 :
  - Prix spécial du nouveau réalisateur en compétition pour David Michôd
  - Prix spécial du nouveau directeur de la photographie en compétition pour Adam Arkapaw
- Festival international du film policier de Beaune 2011 : Prix de la critique ex æquo
- Chlotrudis Awards 2011 : meilleure actrice dans un second rôle pour Jacki Weaver
- Satellite Awards 2011 : meilleure actrice dans un second rôle pour Jacki Weaver
- Festival international du film de Santa Barbara 2011 :  Virtuoso Award pour Jacki Weaver

### Nominations
- Australian Film Institute Awards 2010 :
  - Meilleur film
  - Meilleur acteur pour James Frecheville
  - Meilleur acteur dans un second rôle pour Guy Pearce et Sullivan Stapleton
  - Meilleure actrice dans un second rôle pour Laura Wheelwright
  - Meilleurs décors pour Jo Ford
  - Meilleurs costumes pour Cappi Ireland
  - Meilleure photographie pour Adam Arkapaw
  - Meilleur son pour Sam Petty, Rob Mackenzie, Philippe Decrausaz, Leah Katz, Brooke Trezise et Richard Pain
  - Meilleur espoir pour James Frecheville
- IF Awards 2010 :
  - Meilleur film
  - Meilleure actrice pour Jacki Weaver
  - Meilleur scénario pour David Michôd
  - Meilleur montage pour Luke Doolan
  - Meilleur son
- British Independent Film Awards 2011 : meilleur film étranger indépendant
- Critics' Choice Movie Awards 2011 : meilleure actrice dans un second rôle pour Jacki Weaver
- Chlotrudis Awards 2011 :
  - Meilleur scénario original pour David Michôd
  - Meilleure distribution
- Golden Globes 2011 : meilleure actrice dans un second rôle pour Jacki Weaver
- Oscars 2011 : meilleure actrice dans un second rôle pour Jacki Weaver
- Satellite Awards 2011 :
  - Meilleur film dramatique
  - Meilleur réalisateur pour David Michôd